# Ignacio Ducasse
Ignacio Francisco Ducasse Medina (Santiago, Chile, 8 de noviembre de 1956) es un sacerdote y obispo católico chileno. Es el actual arzobispo de la Arquidiócesis de Antofagasta desde agosto de 2017, además, es el actual Gran Canciller de la Universidad Católica del Norte en dicha ciudad. 

## Biografía
Cuando era joven tras descubrir su vocación religiosa ingresó en el seminario diocesano y finalmente al terminar su formación eclesiástica, fue ordenado sacerdote el día 24 de marzo de 1984 por el entonces Cardenal-Arzobispo de Santiago de Chile "monseñor" Juan Francisco Fresno.
Tras varios años ejerciendo su ministerio pastoral, el 31 de mayo de 2002 ascendió al episcopado cuando Su Santidad el Papa Juan Pablo II le nombró como nuevo Obispo de la Diócesis de Valdivia.
Recibió la consagración episcopal el 13 de julio del mismo año, a manos del entonces Cardenal-Arzobispo de Santiago "monseñor" Francisco Javier Errázuriz Ossa actuando como consagrante principal; y como co-consagrantes tuvo al entonces Obispo Auxiliar de Santiago "monseñor" Ricardo Ezzati y al Arzobispo de Puerto Montt "monseñor" Cristián Caro Cordero.
Al ascender al rango de obispo, tuvo que elegir su escudo y su lema: "Proclama la Palabra".
El 17 de noviembre de 2011, fue elegido Secretario General de la Conferencia Episcopal de Chile (CECH).
El 8 de junio de 2017, S.S. el Papa Francisco lo nombró Arzobispo Metropolitano de la Arquidiócesis de Antofagasta asumiendo el 26 de agosto del mismo año. Además recibe el palio arzobispal de manos del Nuncio Apostólico de Chile Monseñor Ivo Scapolo, acto del cual se realizó por primera vez en el país. Asume además como Gran Canciller de la Universidad Católica del Norte, en Antofagasta. 